# عملیات بورزا
عملیات بورزا (تندباد) (لهستانی: akcja Burza) سلسله‌ای از قیام‌ها بود که در جنگ جهانی دوم توسط جنبش مقاومت لهستان به رهبری ارتش میهنی علیه نیروهای اشغال‌گر آلمانی انجام شد.
مقامات لهستانی امید داشتند طی عملیات بورزا و در هنگام ضعف قوای آلمانی در لهستان و نزدیک شدن پیشروی ارتش سرخ شهرهای لهستان را آزاد کرده و پیش از رسیدن قوای شوروی بتوانند قدرت را در لهستان به دست بگیرند. هدف دولت در تبعید لهستان در لندن این بود که مرزهای لهستان و شوروی را در حالت پیش از سال ۱۹۳۹ نگه داشته و خط کرزن را رد نمایند.

## تاریخچه
ارتش میهنی از ابتدای تأسیس خود در حال آماده‌سازی قیام مسلحانه ملی علیه آلمانی‌ها بود. چارچوب اساسی قیام در سپتامبر ۱۹۴۲ بنا نهاده شد. بر اساس این نقشه هنگامی که شکست ورماخت در جبهه شرقی مسجل شد فرمانده کل قوای لهستان در تبعید باید فرمان قیام را بدهد.
اهداف اساسی این قیام عبارت بودند از:
1. پایان اشغال آلمانی‌ها؛
2. تصاحب سلاح و تجهیزات مورد نظر ارتش لهستان؛
3. مقابله با تهدیدات ارتش شورشی اوکراین (نگاه کنید به کشتارهای لهستانی‌ها در وولینیا و گالیسیای شرقی);
4. بازسازی ارتش لهستان;
5. بازسازی اقتدار مدنی، ارتباطات و صنایع اسلحه‌سازی؛
6. برقراری نظم و امنیت در پشت خط مقدم؛
7. آغاز عملیات هجومی بر ضد نیروهای ورماخت که هنوز در خاک لهستان حضور دارند.

سروان مروک از ناحیه رادوم-کیلتس ارتش میهنی همراه با گشتی‌های شناسایی شوروی

بازسازی ارتش منظم لهستان قرار بود براساس ترتیب نیروهای پیش از جنگ باشد و واحدهای ارتش میهنی به لشکرهای منظم مبدل شوند. در ابتدا باید ۱۶ لشکر پیاده‌نظام، سه تیپ سواره‌نظام و یک تیپ موتوری با سلاح‌های غنیمتی یا سلاح‌هایی که متفقین به لهستانی‌ها می‌رسانند ایجاد می‌شدند. مرحله دوم نیز عبارت بود از بازسازی ۱۵ لشکر پیاده و ۵ تیپ سواره‌نظام جدید که پیش از آغاز جنگ جهانی دوم در مرزهای شرقی و غربی لهستان مستقر بودند.
این نقشه تا حدی اجرا شد. از سال ۱۹۴۳ واحدهای ارتش میهنی در گروه‌های بزرگتری که نام و شماره لشکرها، تیپ‌ها و هنگ‌های پیش از جنگ لهستان را با خود داشتند.

### دوست دوست ما
پس از شکست آلمان در نبرد استالینگراد در ابتدا سال ۱۹۴۳ مشخص یود که به احتمال بسیار زیاد این ارتش سرخ است که به سمت لهستان خواهد آمد و ارتش میهنی باید با آن تعامل داشته باشد. در فوریه ۱۹۴۳ فرمانده ارتش میهنی، ژنرال استفان رووتسکی نقشه قیام را اصلاح نمود که بر اساس آن قیام باید در سه مرحله انجام می‌شد. مرحله نخست قیام مسلحانه در شرق (به خصوص در کانون‌های شورشی لووف و ویلنیوس) پیش از رسیدن قوای پیشروی ارتش سرخ انجام می‌گردید. برای آماده‌سازی‌ها، سازمان بادبزن تأسیس شد. مرحله دوم عبارت بود از قیام مسلحانه در ناحیه میان خط کرزن و رود ویستولا، و مرحله سوم یک قیام ملی در سرتاسر لهستان بود.
در ۲۵ آوریل ۱۹۴۳، پس از استعلام‌های لهستان دربارهٔ کشتار کاتین، ژوزف استالین به روابط دیپلماتیک شوروی و لهستان خاتمه داد. اکنون مشخص بود که قوای ارتش سرخ نه به عنوان نیروهای آزادی‌بخش بلکه آنچنان که ژنرال رووتسکی گفته بود به عنوان «دوست دوستان ما» وارد خاک لهستان خواهند شد. در ۲۶ نوامبر ۱۹۴۳ دولت در تبعید لهستان طی دستورالعملی اعلام نمود که در صورت عدم برقراری روابط دیپلماتیک با شوروی پیش از ورود نیروهای آن کشور به خاک لهستان، تا هنگام اتخاذ تصمیمات آتی نیروهای ارتش میهنی باید مخفی بمانند.
اما فرماندهان ارتش میهنی رویه دیگری را پیش گرفتند و در ۳۰ نوامبر ۱۹۴۳ نسخه نهایی عملیات تهیه گشت.

### نگاهی به عملیات

سربازان لهستانی در هنگام عملیات بورزا

طرح عملیات شامل همکاری با ارتش شوروی در سطح تاکتیکی بود، در مناطق آزاد شده باید مقامات مدنی لهستان از مخفیگاه‌ها بیرون آمده و قدرت را در نواحی آزاد شده به دست می‌گرفتند. این طرح توسط نماینده دولت در تبعید و اعضا پارلمان زیرزمینی لهستان تصویب شده بود.
در ۲ ژانویه ۱۹۴۴ نیروهای ارتش سرخ متعلق به جبهه دوم بلاروس از مرزهای پیش از جنگ لهستان گذشتند و عملیات بورزا آغاز شد. نیروهای زیرزمینی لهستان با فرماندهان قوای پیشرو ارتش سرخ ارتباط برقرار کردند و عملیات مشترک موفقی را بر ضد ورماخت آغاز نمودند که منجر به بازپس‌گیری کوول در ۶ آوریل و وولودیمیر-وولینسکیی شد. اما به زودی نیروهای لهستانی مجبور به عقب‌نشینی به سمت غرب شدند و در ناحیه پولیشه از طرف نیروهای آلمانی و ارتش سرخ مورد هجوم قرار گرفتند. سربازان لهستانی که توسط ارتش سرخ اسیر می‌شدند یا باید به ارتش سرخ می‌پیوستند یا آنکه به گولاگ فرستاده می‌شدند. باقی مانده نیروهای لهستانی از رود بوگ گذشتند و توسط پارتیزان‌های شوروی مورد حمله قرار گرفتند. پس از آزادی لوبارتوف و کوچ نیروهای لهستانی که به ۳۲۰۰ نفر کاهش یافته بود توسط ارتش سرخ محاصره و به اسارت گرفته شدند.

## عملیات بورزا در نواحی مختلف لهستان

### جنوب‌شرقی وولینیا
عملیات بورزا در وولینیا که تا پیش از ۱۹۳۹ متعلق به لهستان بود با ورود قوای ارتش سرخ در ژانویه ۱۹۴۴ آغاز گشت. نیروی اصلی عمل کننده در این ناحیه بر ضد ورماخت را لشکر ۲۷ پیاده‌نظام ارتش میهنی با توان نزدیک به ۶۵۰۰ نفر تشکیل می‌داد.
- ۴ ژانویه ۱۹۴۴: ورود ارتش سرخ به شرق شهر سارنی در وولینیا
- ۱۵ ژانویه: بسیج لهستانی‌ها در کوول و وولودیمیر-وولینسکیی
- ۲۷ ژانویه: تشکیل رسمی لشکر ۲۷ پیاده‌نظام ارتش میهنی
- ۱۰ فوریه: سرهنگ یان وویچخ کیورسکی به فرماندهی ناحیه وولینیا ارتش میهنی منصوب شد
- ۴ مارس: نخستین واحدهای ارتش میهنی با نیروهای پیشرو شوروی ملاقات کردند
- ۱۷ مارس: یک گروهان ورماخت در اطراف کوول خلع سلاح شدند
- ۱۸ مارس: نخستین درگیری‌ها با نیروهای آلمانی آغاز گشت
- ۲۰ تا ۲۷ مارس: نبردهای شدید در دره رود تولیا
- ۲۶ مارس: ملاقات سرهنگ کیورسکی با ژنرال سرگیئف از ارتش سرخ
- آوریل ۱۹۴۴: درگیری شدید با نیروهای ورماخت در غرب کوول. با توجه به برتری نیروهای آلمانی در ۱۲ آوریل نیروهای لهستانی پس از یک تلاش ناموفق برای تصرف وودیزیمرز ووژانسکی تلاش نمودند تا با نیروهای ارتش سرخ ارتباط برقرار نمایند اما محاصره شد و در ۱۸ آوریل سرهنگ کیورسکی کشته شد. در ۲۱ آوریل حلقه محاصره شکافته گشت و پس از چند درگیری کوچک نیروهای لهستانی در ۱۰ ژوئن از رود بوگ گذشتند. این لشکر در ناحیه لوبلین و در ادامه عملیات بورزا تا اواخر ژوئیه ۱۹۴۴ فعال بود.

روی هم رفته بین ژانویه تا ژوئن ۱۹۴۴ لشکر ۲۷ پیاده‌نظام ارتش میهنی در بیش از ۱۰۰ درگیری حضور داشت و بیش از ۶۰۰۰ سرباز خود را از دست داد. تلفات نیروهای آلمانی و مجارستانی نیز تا ۷۵۰ کشته و ۹۰۰ زخمی برآورد شده است.

### عملیات دروازه سپیده‌دم
در شمال لهستان در ۷ ژوئیه ۱۹۴۴ واحدهای ارتش میهنی در ناحیه ویلنیوس و ناواریداک که متشکل از نزدیک به ۱۳۰۰۰ مرد به فرماندهی الکساندر کشژانوسکی بودند به شهر ویلنیوس که در اشغال نیروهای آلمانی بود حمله کردند اما تا ورود نیروهای ارتش سرخ نتوانستند کاری از پیش ببرند. با ورود قوای ارتش سرخ، نیروهای شوروی و ارتش میهنی لهستان به صورت مشترک در ۱۳ ژوئیه توانستند شهر را آزاد کنند. همچنین تا پیش از آزادسازی شهر پارتیزان‌های شوروی به کمک واحدهای لهستانی توانسته بودند نواحی اطراف شهر را از نیروهای ورماخت آزاد نمایند. همکاری میان شوروی و لهستانی‌ها به سرعت پایان یافت و در ۱۴ ژوئیه کشژانوسکی و افسرانش توسط ارتش سرخ خلع سلاح و زندانی گشتند، واحدهای ارتش میهنی هم که در برابر خلع سلاح مقاومت می‌نمودند با خشونت سرکوب شدند که موجب تلفاتی نیز شد.

### قیام لووف
در ۲۳ ژوئیه ارتش میهنی در لووف با همکاری قوای ارتش سرخ که در حال پیشروی بودند قیام مسلحانه را آغاز نمود. پس از گذشت چهار روز شهر آزاد گشت و مقامات مدنی و نظامی لهستانی جهت ملاقات با فرماندهان ارتش سرخ احضار گشتند اما همه ایشان توسط اِن‌کاوه‌ده بازداشت شدند. نیروهای تحت امر سرهنگ وادیسواو فیلیپکوسکی نیز یا به گولاگ فرستاده شدند یا مجبور شدند تا به قوای ارتش سرخ بپیوندند و تعدادی نیز دوباره مخفی شدند.

### پولیشه
با پیشروی سریع ارتش سرخ به سمت غرب عملیات بورزا در پولیشه آغاز گشت و نزدیک به دو هفته (از ۱۵ تا ۳۰ ژوئیه) ادامه داشت. عمده درگیری‌ها در غرب پولیشه مانند بیاروزا، کوبرین، بیاروزا و نواحی مانند پینسک متمرکز بودند. سرفرماندهی ارتش میهنی فرمان تشکیل لشکر ۳۰ پیاده‌نظام ارتش میهنی در پولیشه را صادر نمود که استعدادی نزدیک به ۱۰۰۰ نفر سرباز را دارا بود.
در ۳۰ ژوئیه نیروهای لهستانی با قوای ارتش سرخ برخورد نمودند. افسران شوروی به لهستانی‌ها دستور دادند تا به سپاه اول لهستان بپیوند اما سربازان ارتش میهنی از دستور اطاعت نکرده و تصمیم گرفتند به سمت ورشو حرکت کنند تا به قیام در این شهر کمک کنند اما در نزدیکی اوتووتسک توسط ارتش سرخ محاصره و خلع سلاح شدند.

### قیام ورشو

سربازان ارتش میهنی که در حال حرکت به سمت ورشو برای ملحق شدن به قیام این شهر هستند.

با مشاهده رفتار ارتش سرخ در نواحی آزاد شده دولت در تبعید لهستان و فرمانده ارتش میهنی ژنرال تادئوس کوموروسکی به این نتیجه رسیدند که تنها شانس برای حفظ استقلال لهستان یک قیام در پایتخت است. در ۲۱ ژوئیه کومورسکی دستور داد که قیام ورشو باید در ساعت ۱۷:۰۰ روز اول اوت ۱۹۴۴ آغاز شود. هدف سیاسی از این قیام تأکید کردن بر اهمیت وجود دولت لهستان در نزد متفقین بود و قرار بود با آزادی ورشو دولت در تبعید لهستان بتواند به عنوان دولت مشروع لهستان از تبعید بازگردد.
در همان زمان واحدهای ارتش میهنی در نواحی دیگر نیز بسیج شدند. واحدهای ارتش میهنی در کراکوف، ویلنیوس و لووف آماده می‌شدند تا همراه با ورشو قیام را آغاز کنند اما بسیاری از این عملیات‌ها به دلایل مختلفی لغو شود (نگاه کنید به قیام کراکوف). در نواحی کیلتس و رادوم لشکر ۲ پیاده‌نظام ارتش میهنی تشکیل گشت و کنترل تمام این نواحی به جز خود شهرها را توانست به دست بگیرد و واحدهای دیگری نیز در کراکوف، ووچ و لهستان بزرگ ایجاد شدند.

### بیاویستوک
عملیات بورزا در ناحیه بیاویستوک در نیمه دوم ژوئیه ۱۹۴۴ آغاز شد و تا اواخر سپتامبر ادامه داشت. ارتش میهنی در این ناحیه بر اساس سازمان‌دهی پیش از جنگ ارتش لهستان چهار واحد نظامی که عبارت از دو لشکر پیاده‌نظام و دو هنگ سواره‌نظام بودند را ایجاد نمود. این واحدها در مجموع ۷۰۰۰ سرباز را دربرداشتند و در بیش از ۲۰۰ درگیری شرکت کردند.
نخستین واحد که وارد درگیری شد هنگ ۸۱ پیاده‌نظام ارتش میهنی بود که در جنگل‌های اطراف گرودنو عملیات می‌کرد. با توجه به اینکه این واحد تنها به سلاح‌های سبک مجهز بود نتوانست شهر گرودنو را آزاد نماید و تنها به درگیری با پاسگاه‌های نیروهای آلمانی اکتفا کرد.
در اطراف بیاویستوک هنگ ۴۲ پیاده‌نظام ارتش میهنی و هنگ ۱۰ اولان ارتش میهنی متمرکز بودند و هنگ ۲ اولان ارتش میهنی در نواحی برانگسک و خاینووکا فعال بود. این واحد خطوط و پل‌های راه‌آهن میان خاینووکا و چرمخا را منفجر نمود و هنگ ۷۶ پیاده‌نظام ارتش میهنی نیز در نواحی سیانکوویچ و لاپی به عملیات می‌پرداخت.
سه هنگ ارتش میهنی نیز در جنگل کهن آگوستف تشکیل شدند که عبارت بودند از هنگ ۱ اولان ارتش میهنی به استعداد ۳۰۰ سرباز، هنگ ۴۱ و ۳ پیاده‌نظام ارتش میهنی جمعاً متشکل از ۷۰۰ سرباز.
آلمانی‌ها که از حمله چریک‌های لهستانی نگران بودند در شهر آگوستف وضعیت اضطراری اعلام کردند. در طول عملیات بورزا در این ناحیه بیش از ۳۰ عملیات هجومی توسط قوای ارتش میهنی انجام شد که در نتیجه آن ۴ وسیله حمل و نقل آلمانی و خط راه‌آهن میان آگوستف و گرودنو از میان رفت. در ۶ اوت ۳۰۰ سرباز لهستانی توانستند از خطوط نیروهای آلمانی بگذرند و خود را به ناحیه تحت تصرف شوروی برسانند. این واحد از پاییز عملیات خود را پایان داد و آخرین درگیری آن در ۲ نوامبر بود.
در جنگل‌های اطراف دژهای اوسوویتوس واحد شماره ۹ پیاده‌نظام سواره تحت امر ویکتور کونوپکا عملیات می‌کردند. در ژوئیه و اوت ۱۹۴۴ این واحد با نیروهای آلمانی در چند ناحیه درگیر شد و در ۸ سپتامبر پس از یک درگیری سنگین عمده نیروهای آن از میان رفتند. سربازان باقی‌مانده نیز از خطوط نیروهای آلمانی گریخته و به سمت نیروهای ارتش سرخ رفتند.
در ناحیه ومژا لشکر ۳۳ پیاده‌نظام ارتش میهنی به استعداد سه گردان تشکیل شد. این واحد در پشت خطوط آلمان به خرابکاری می‌پرداخت و خطوط ارتباطی میان جبهه‌های نبرد و پروس خاوری را تهدید می‌نمود. در نزدیکی روستای چرنوو اونده لهستانی‌ها ۱۵۰ اسیر جنگی شوروی را آزاد کردند که در تلافی آن نیروهای آلمانی در ۲۲ ژوئیه روستا و تمامی اهالی آن را از میان بردند.

### لوبلین
در ناحیه لوبلین عملیات بورزا در دو هفته پایانی ژوئیه ۱۹۴۴ انجام شد. ارتش میهنی در این ناحیه واحدهایی مانند لشکر ۳ پیاده‌نظام، لشکر ۹ پیاده‌نظام، هنگ ۱۵ پیاده‌نظام را همراه با گردان‌های دهقانی و دیگر واحدهای مقاومت ایجاد نمود، همچنین لشکر ۲۷ پیاده‌نظام ارتش میهنی از ناحیه وولینیا نیز به این بخش منقل شد. این واحدها در مجموع ۲۰۰۰۰ سرباز لهستانی را توانسته بودند سازمان‌دهی کنند.
در سرتاسر ناحیه لوبلین نیروهای چریکی با همکاری پارتیزان‌های شوروی به قوای آلمانی که در حال عقب‌نشینی بودند حمله می‌کردند که منجر به انتقام‌گیری نیروهای آلمانی و تخریب روستاها توسط ورماخت و اس‌اس می‌شد.
در جنوب و ناحیه زاموشچ هنگ ۹ پیاده‌نظام شهر بوژتس را آزاد نمود و سپس با کمک نیروهای شوروی وارد شهر توماشوف لوبلسکی شدند.
در ۲۱ و ۲۲ ژوئیه لشکر ۲۷ وولینیا شهرهای کوک، لوبارتوف و فیرلی را آزاد نمود و در قسمت غربی هنگ‌های ۸ و ۱۵ پیاده‌نظام شهرهای مختلفی مانند کوروف، اوژندوو، گاربوو و… را آزاد کردند. در ۲۶ ژوئیه نیروهای لهستانی با کمک ارتش سرخ به سمت پوواوه پیشروی کردند و ضمن آزادی شهر چند وسیله حمل و نقل ریلی آلمان را از بین بردند.

### کراکوف
ناحیه کراکوف ارتش میهنی یکی از بزرگ‌ترین سازمان‌های این ارتش بود و از پرزمیسی تا خود کراکوف را شامل می‌گشت اما با وجود بسیج نیروها، ارتش میهنی از اجرای قیام برنامه‌ریزی شده در کراکوف صرف نظر کرد. (نگاه کنید به قیام کراکوف)

### رادوم-کیلتس
عملیات بورزا در رادوم و کیلتس از ۱ اوت آغاز گشت و تا ۶ اکتبر ادامه داشت. ارتش میهنی در این ناحیه لشکرهای ۲، ۷ و ۲۸ پیاده‌نظام را به همراه واحدهای دیگری ایجاد نمود. هدف عملیات در این ناحیه آزادی‌بخش شرقی رود ویستولا به کمک ارتش سرخ بود. چریک‌های لهستانی برنامه داشتند تا پل‌های موجود بر روی رود ویستولا و کارخانه‌های اسلحه‌سازی در ستاراخوویتسه و سکارژسکو-کامیننا را اشغال نمایند.
پس از آنکه ارتش سرخ از ویستولا عبور کرد و سرپل‌هایی را در ساندومیژ و ماگنوشو ایجاد نمود. (نگاه کنید به عملیات لوبلین-برست) ارتش میهنی با قوای شوروی ارتباط برقرار نمود و همکاری با آن‌ها را آغاز نمود.
در کوژینیسه و ساندومیژ واحدهای لهستانی به نیروهای شوروی که در حال پیشروی بودند یاری می‌رساندند: در شب ۱ اوت ۱۹۴۴۴ ضدحمله نیروهای آلمانی توسط هنگ دوم پیاده‌نظام ارتش میهنی پس زده شد و به نیروهای شوروی کمک کرد تا سرپل خود در ساندومیژ را حفظ کنند. در ۳ اوت نیروهای لهستانی و شوروی استاسزور را آزاد کردند و در روزهای آتی سربازان لهستانی که توسط قوای زرهی شوروی پشتیبانی می‌شدند توانستند ستوپنگتسا و بوسکو را تصرف کنند.
در ۴ اوت ۱۹۴۴ ژنرال تادئوس کوموروسکی به تمام واحدها در رادوم-کیلتس دستور داد تا به سمت پایتخت حرکت کرده و به قیام ورشو ملحق شوند. این عملیات که به نام عملیات انتقام شناخته می‌شد منجر به تشکیل سپاه کیلتس ارتش میهنی گشت که متشکل از ۶۴۳۰ سرباز بود.
این سپاه حرکت خود به سمت ورشو را آغاز نمود اما هیچ‌گاه به پایتخت نرسید. فرماندهان ارتش میهنی پس از تجزیه و تحلیل دقیق نیروهای آلمانی مستقر در اطراف ورشو تصمیم گرفتند که عملیات را متوقف نمایند. ریسک عملیات بسیار بالا بود زیرا لهستانی‌ها برای مقابله با دشمن به سلاح‌های سنگین و زره‌پوش مجهز نبودند، به همین جهت هم عملیات انتقام متوقف و سپاه کیلتس منحل گشت.

### لودز
عملیات بورزا در اطراف شهر ووچ در تابستان و پاییز ۱۹۴۴ انجام شد. ارتش میهنی در این منطقه واحدهایی مانند هنگ ۲۵ پیاده‌نظام را تشکیل داد که در جنگل‌های اطراف پرزیسوچا مستقر بودند. این واحدها عملیات خود بر ضد واحدهای آلمانی را از اوت ۱۹۴۴ آغاز کردند و آخرین عملیاتشان در ۸ نوامبر انجام شد. مجموع تلفات نیروهای لهستانی در این منطقه ۱۳۰ نفر بود.

## نتایج
سرکوب قیام در ورشو توسط نیروهای آلمانی که در نبود همراهی شوروی با شورشیان ممکن شد پایان عملیات بورزا را رقم زد. ژوزف استالین نمی‌خواست که دولت در تبعید لهستان بتواند در کشور قدرت را به دست بگیرد و به جای آن قصد داشت یک حکومت دست‌نشانده کمونیستی را بر لهستان حاکم نماید. از همین رو تعداد زیادی از اعضا ارتش میهنی و مقامات مدنی لهستان توسط شوروی دستگیر یا کشته شدند. آلمانی‌ها نیز اکنون توجه خود را معطوف به حفظ میدان‌های نفتی رومانی کرده بودند. در پاییز ۱۹۴۴ بسیار از واحدهای ارتش میهنی منحل شدند و بقیه نیز برای ادامه مقاومت در برابر شوروی به فعالیت مخفی روی آوردند.